# انتخابات الرئاسة القبرصية 2008
انتخابات الرئاسة القبرصية 2008 هي الانتخابات الرئاسية التي جرت في 2008، لانتخاب قائمة رؤساء قبرص، فاز بالانتخابات ديميتريس خريستوفياس.

## معرض صور

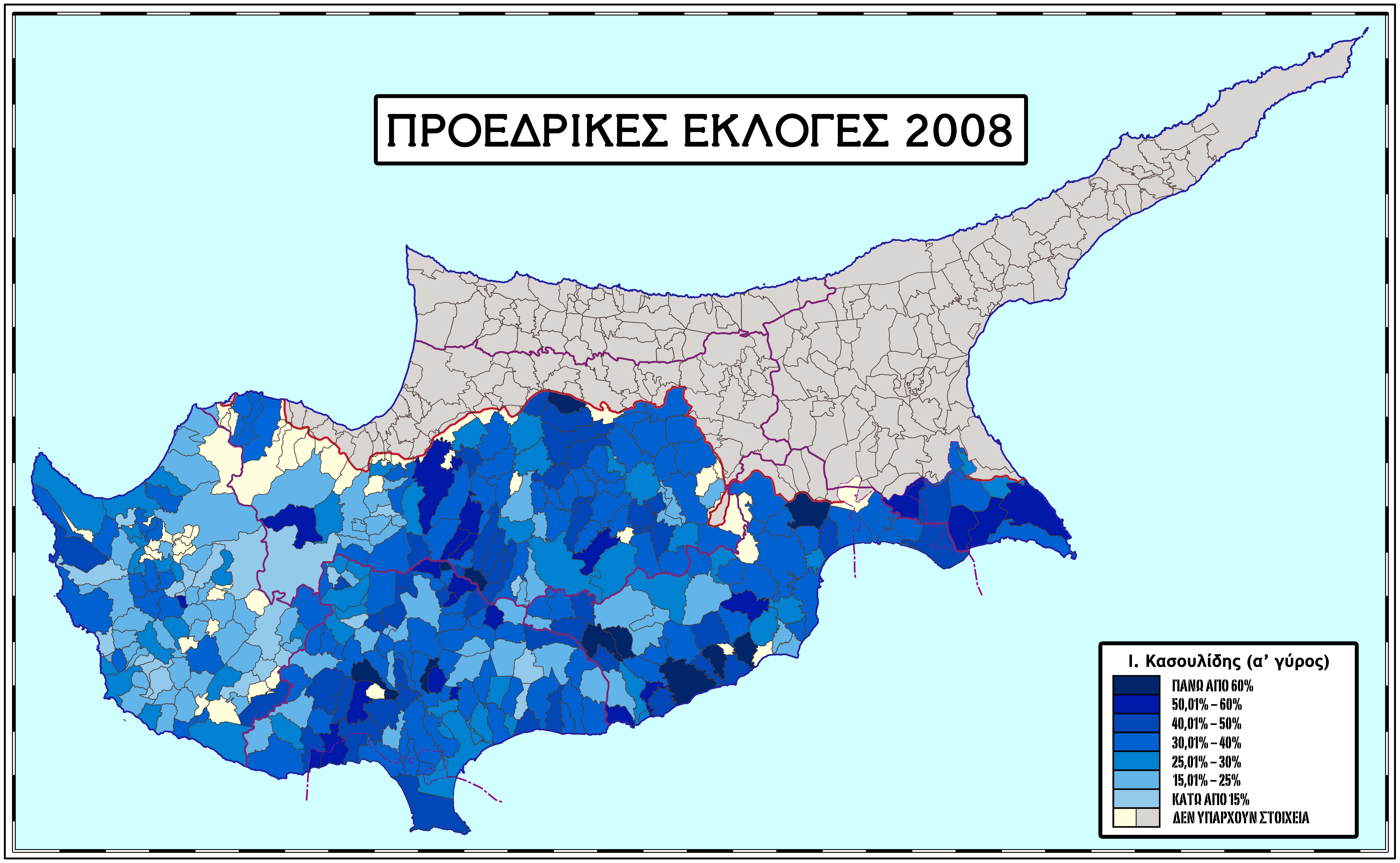
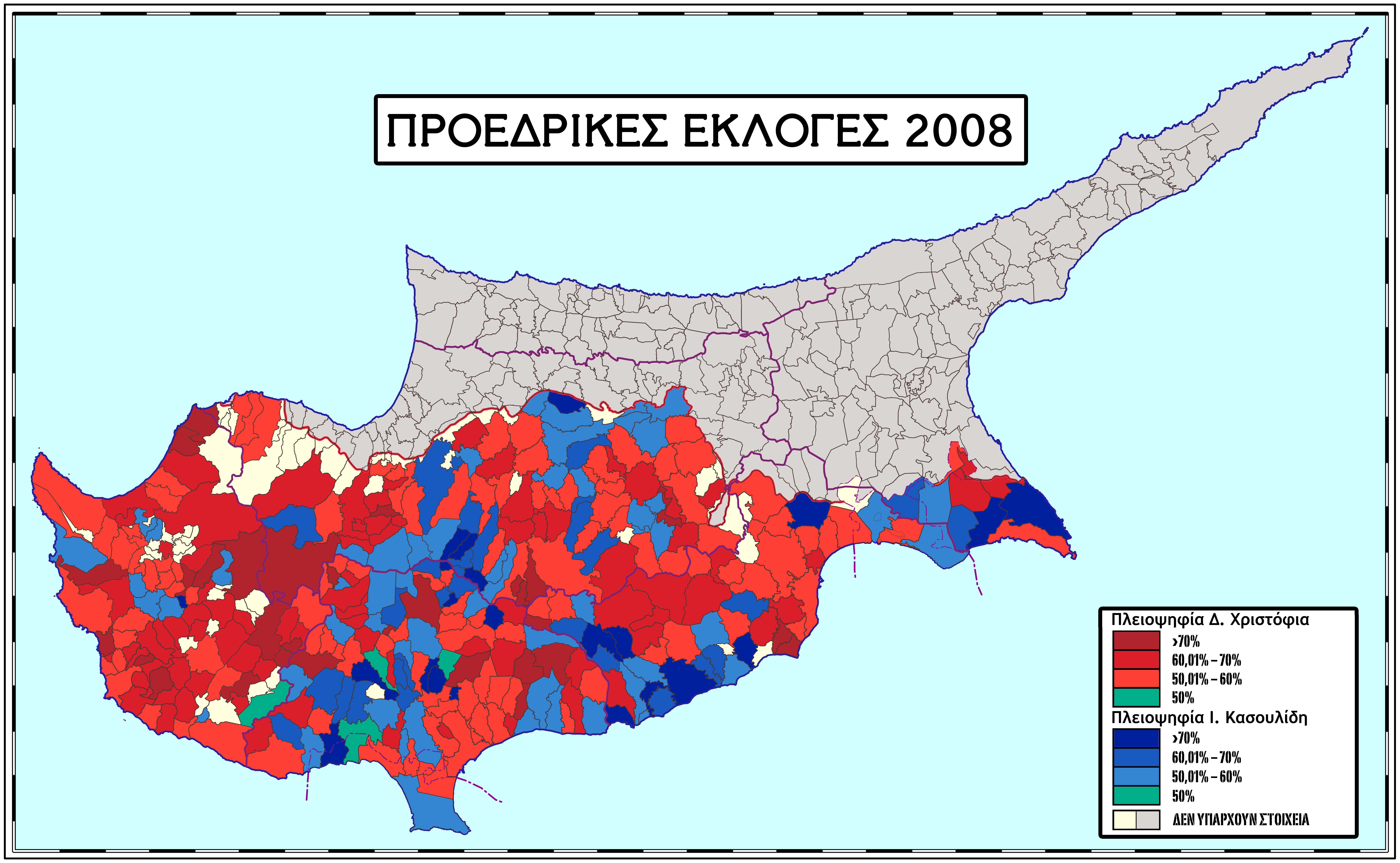
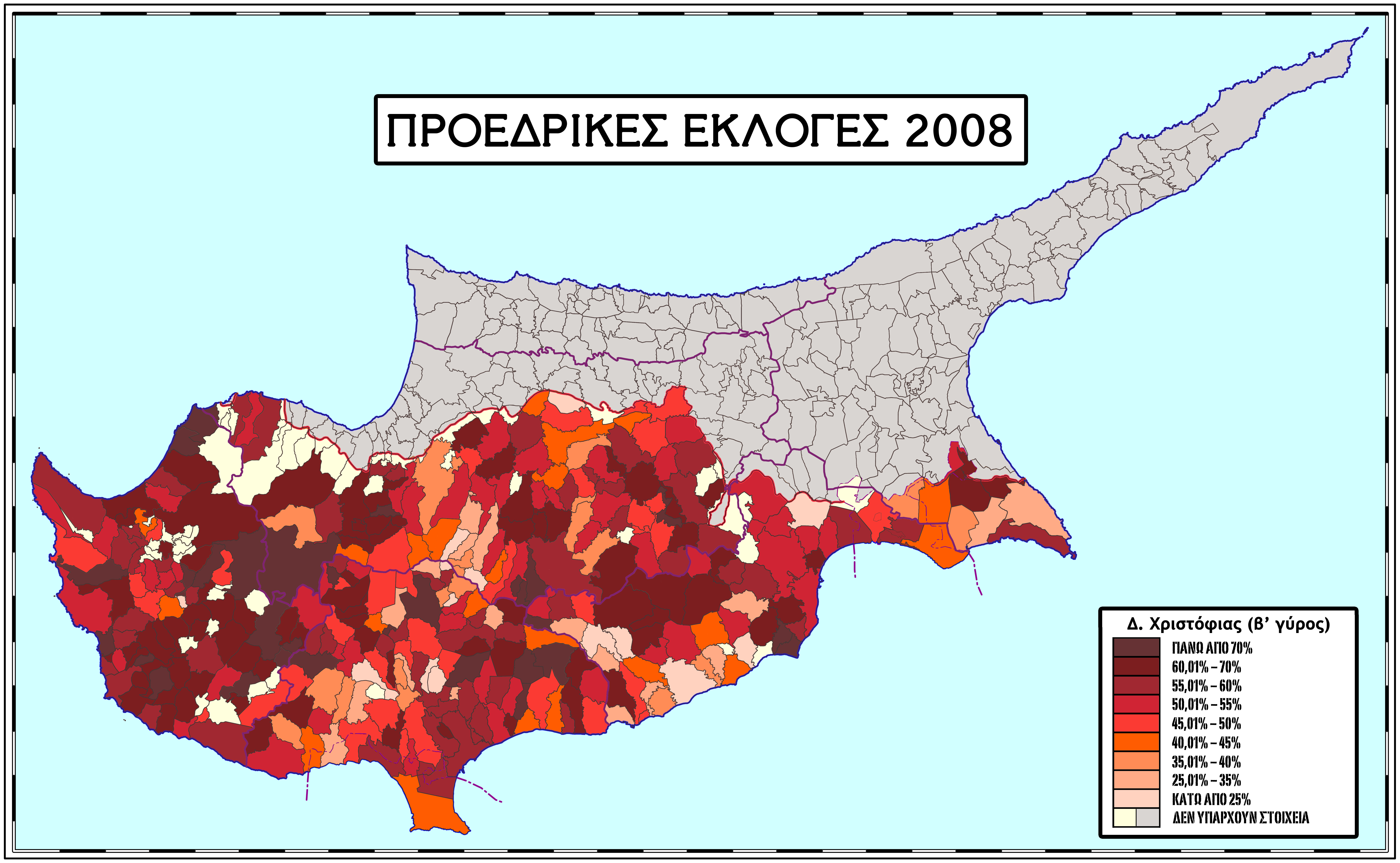
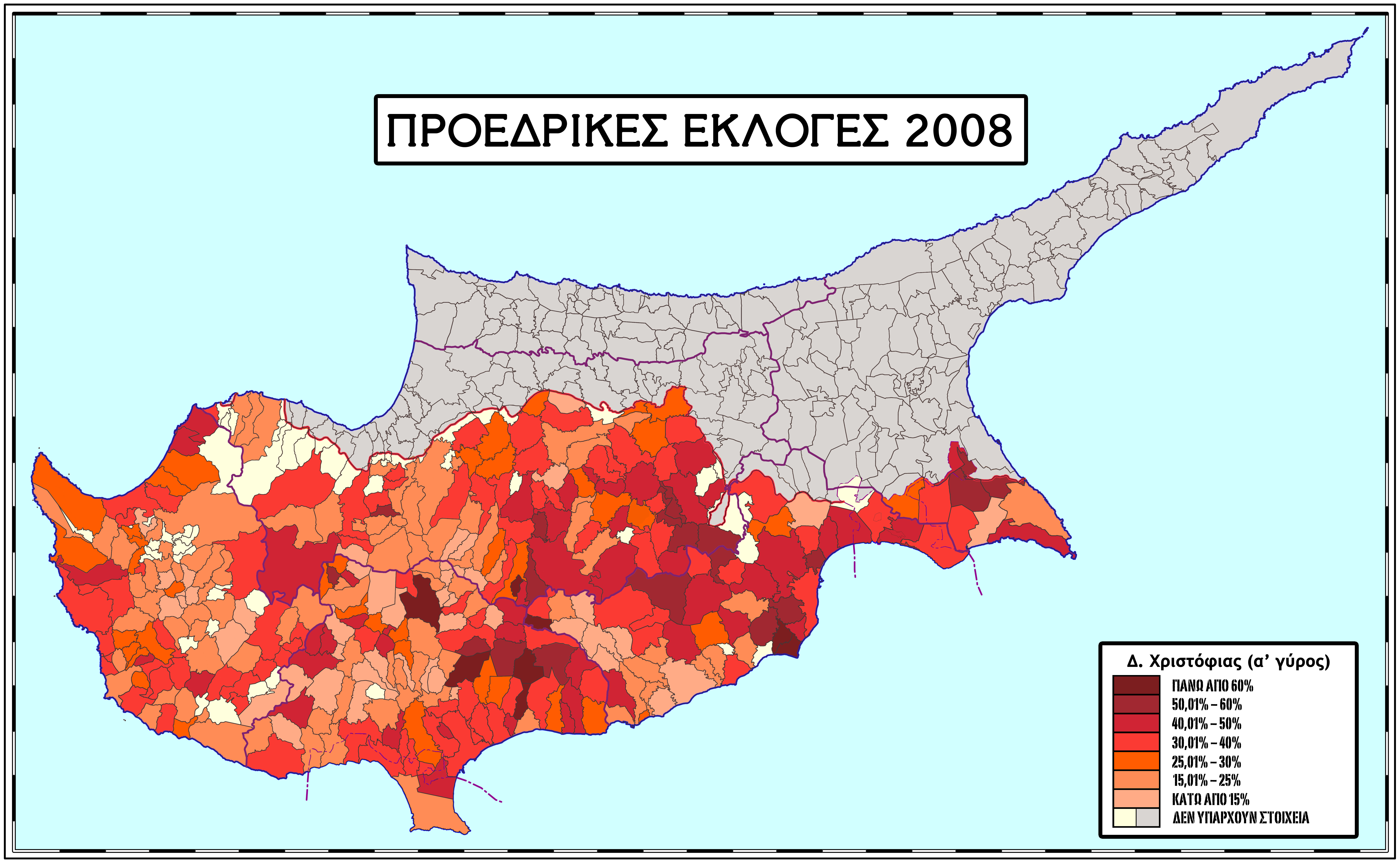
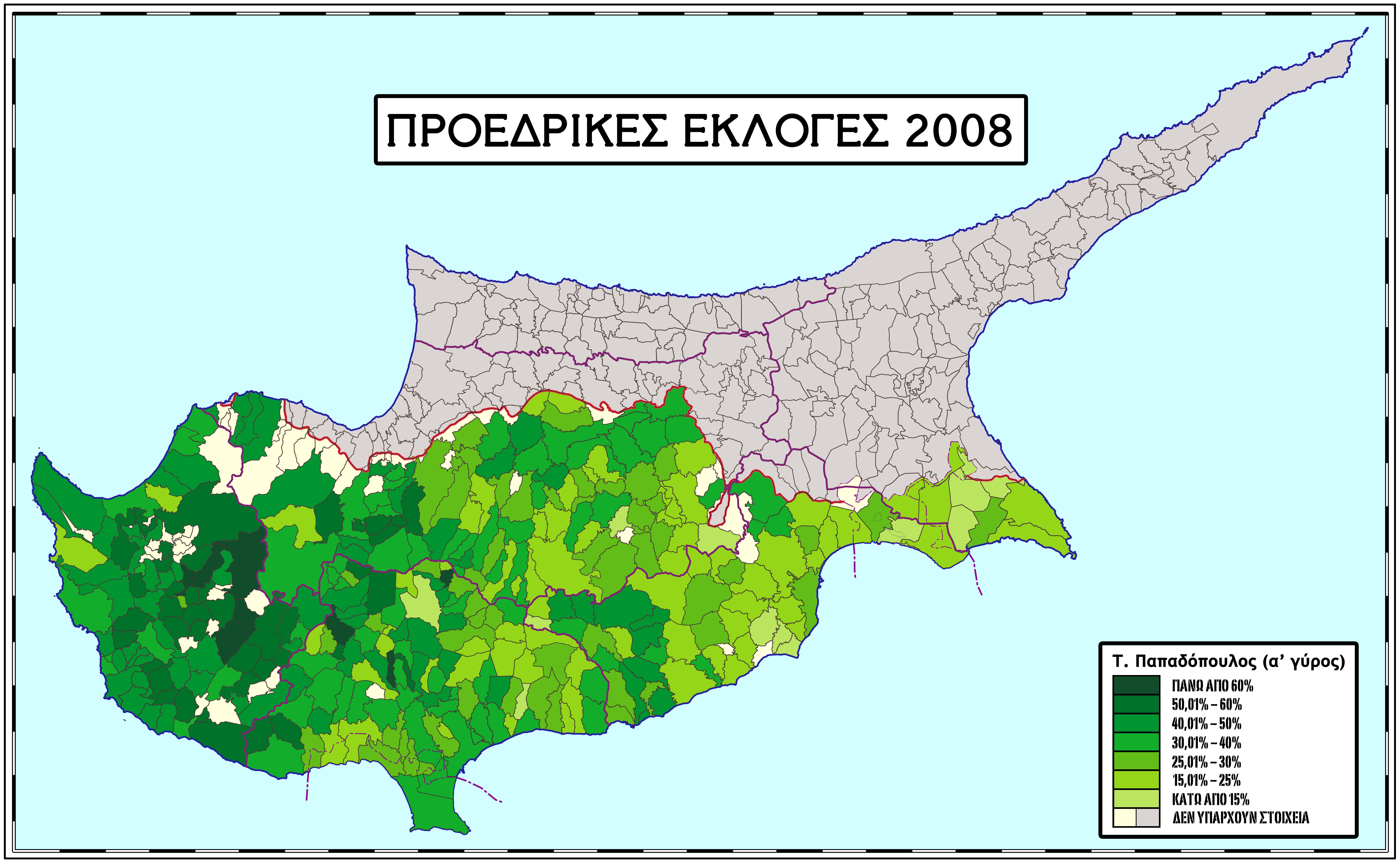
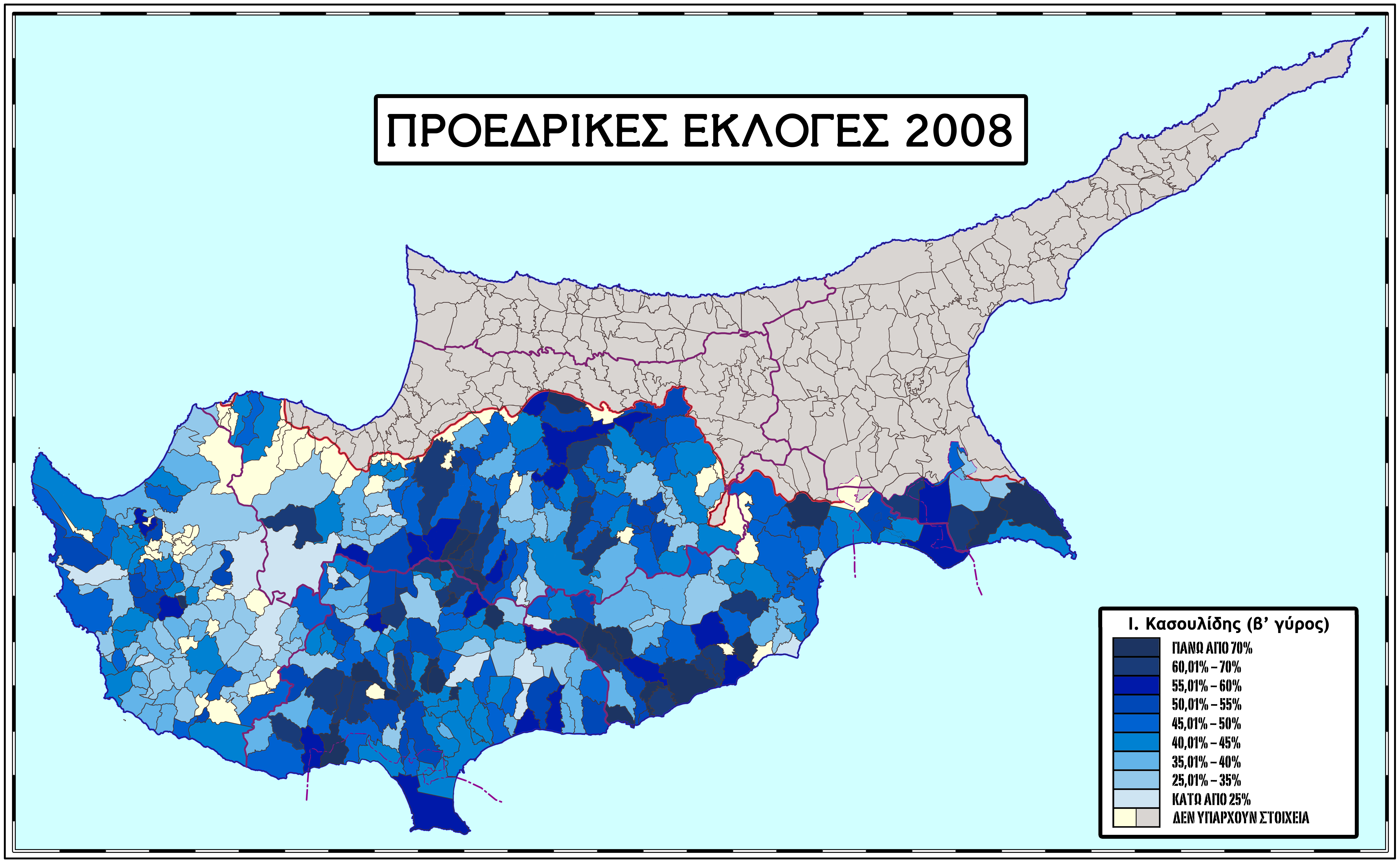